# EPIC 212036875 b
EPIC 212036875 b es un objeto de masa subestelar que orbita la estrella EPIC 212036875, a 1006 años luz del Sistema Solar. Su descubrimiento se anunció en 2019.
Es una enana marrón de 51 masas jovianas con un radio del 83% del de Júpiter, en una órbita ligeramente excéntrica de 5,17 días alrededor de una estrella subgigante amarilla ligeramente evolucionada.
Se encuentra entre el puñado de enanas marrones atípicas que orbitan cerca de su estrella, y en el diagrama de semieje mayor-masa se encuentra en el área conocida como desierto de enanas marrones, debido a la escasez de objetos masivos en esta región.
La hipótesis más aceptada sobre su formación es que se formó por la fragmentación del disco de gas y posterior colapso a gran distancia de su estrella, que posteriormente experimentó una rápida migración interna tipo I, descartando casi por completo el crecimiento por acreción por parte del núcleo.
Se sabe que inicialmente experimentó una circularización orbital y luego se rompió unos pocos millones de años después de su formación debido a una contracción gravitacional que redujo significativamente su viscosidad, lo que a su vez redujo las fuerzas de marea que le impidieron reducir aún más su excentricidad.